# Meteorologická observatoř Milešovka
Meteorologická observatoř Milešovka se nachází na vrcholu Milešovky v Českém středohoří v nadmořské výšce 837 m. Nachází se v katastru vesnice Milešov (části obce Velemín) v okrese Litoměřice v Ústeckém kraji. Stanice byla postavena v roce 1904 a od roku 1905 na ní probíhají meteorologická pozorování.

## Historie
Podnět k vybudování stanice dal zasloužilý člen předsednictva Horského spolku v Teplicích a předseda horských spolků severozápadních Čech komerční rada Reginald Czermack-Warteck. Vědeckou komisi sestavenou pro realizaci stavby vedl universitní profesor dr. Rudolf Spitaler. Z pěti projektů byl 25. února 1903 vybrán návrh architekta E. Hoka. Na jaře téhož roku začala stavba, která byla dokončena v červnu roku následujícího. Budova i věž přilehlé rozhledny jsou postaveny ze znělce těženého přímo na vrcholu hory. Meteorologická pozorování byla zahájena v roce 1905 a prvním ředitelem se stal Rudolf Spitaler a ve funkci zůstal až do roku 1929. Od roku 1953 byla ve správě Československé akademie věd, když postupně spadala pod Geofyzikální ústav, Laboratoř meteorologie a Ústav fyziky atmosféry. V roce 2005 byla provedena rekonstrukce budovy, která zahrnovala zateplení, oprava fasády a obnovu vnitřních prostor. Observatoř pracuje nepřetržitě s výjimkou v roce 1917 a během 2. světové války. Jedná se o nejstarší horskou observatoř v Česku.

## Vědecké vybavení meteorologické stanice
Od roku 1998 se měření provádějí každou hodinu a stanice byla vybavena moderními přístroji:
- automatická meteorologická stanice firmy Vaisala (1997)
- dva 3D sonické anemometry (2007)
- staniční přístroj PWD52 pro měření dohlednosti (2015)
- ceilometr, cloudprofiler METEK, detektor SEVAN a detektory změny v elektrickém poli atmosféry a magnetického pole (2018)
- oblačný radar FURUNO (2020)

## Přístup
Milešovka je přístupná po celý rok a k rozhledně je možné vystoupat jednou ze značených cest:
- po  modré turistické značce z Velemína přes rozcestí Nad Velemínem.
- po  žluté turistické značce ze sedla Paškapole na rozcestí Nad Velemínem a dále po  modré turistické značce na vrchol.
- po  červené turistické značce z Bílky na rozcestí Nad Bílkou a dále po  modré turistické značce na vrchol.
- po  modré turistické značce z Černčic přes rozcestí Nad Bílkou a Milešovka-rozcestí.
- po  červené turistické značce z Milešova na rozcestí Milešovka-rozcestí a dále po  modré turistické značce na vrchol.